# アイダホ州全州選挙区
アイダホ州全州選挙区（アイダホしゅうぜんしゅうせんきょく、英：Idaho's at-large congressional district）は、アメリカ合衆国連邦下院のアイダホ州にかつて設置されていたアメリカ合衆国下院の選挙区。

## 概要
1890年にアイダホ州に昇格してから1916年の選挙まで、アイダホ州には州で1地区の全州選挙区が設置されていた。1912年選挙からは議席数が2に増加。1918年選挙から全州選挙区が廃止され、2つの選挙区(1区・2区)が設置された。

### 区域
- アイダホ州 - 全域